# Psilocerea pronisi
Psilocerea pronisi är en fjärilsart som beskrevs av Pierre E.L. Viette 1980. Psilocerea pronisi ingår i släktet Psilocerea och familjen mätare. Inga underarter finns listade.